# Antonio Rossano
Antonio Rossano (Adelfia, 21 dicembre 1940 – Milano, 30 marzo 2011) è stato un giornalista italiano di carta stampata, televisione e radio, scrittore, saggista e docente universitario.

## Attività giornalistica professionale
Divenuto giornalista professionista giovanissimo, appena 18enne firmò il suo primo articolo sulla Gazzetta del Mezzogiorno, quotidiano dove sarà assunto dopo pochi anni. Alla Gazzetta del Mezzogiorno Rossano lavorò vent’anni, laureandosi in Scienze politiche mentre già lavorava. Ha seguito avvenimenti epocali come i funerali di Padre Pio ed importanti passaggi istituzionali come la formazione del primo Consiglio Regionale pugliese. Fece carriera fino a diventare capocronista nel periodo 1973-78: un quinquennio tremendo culminato a Bari con l’assassinio di Benedetto Petrone e con la tragica vicenda di Aldo Moro. L’edizione straordinaria della Gazzetta per la morte di Petrone, valse a lui e a tutta la redazione della cronaca di Bari il premio Senigallia «Cronista dell’anno». Quell’edizione straordinaria fu fatta durante uno sciopero nazionale dei giornalisti: quindi tutti lavorarono gratis solo per assolvere al dovere di informare i cittadini.
Per la Gazzetta, Rossano seguiva tutte le visite in Puglia di Aldo Moro. Condusse un’importante inchiesta sulle “capitali del silenzio”, ovvero i paesi della Puglia lacerati e svuotati dall’emigrazione, che fu premiata - quando Rossano aveva 34 anni - con il massimo riconoscimento italiano cui può aspirare un giornalista, il “Saint Vincent”, ricevuto nel 1974 dalle mani dell’allora Presidente della Repubblica, Giovanni Leone.
Rossano è autore di testi teatrali e atti unici, fece il suo esordio teatrale al Teatro Sperimentale di Modena nel 1969. Molti dei suoi atti unici sono stati rappresentati dalla voce solista di Giorgio Aldini, tra gli altri, al Teatro Sangallo di Firenze e allo Schipa di Lecce. Tre suoi radiodrammi sono stati trasmessi dalle reti nazionali Rai nel ’72, ’74, ’76 e ’77: Una sera in prova, tra gli interpreti Mario Scaccia e Orso Maria Guerrini; Quel giorno che sbarcò San Nicola, tra gli interpreti Leo Gullotta; Paolo Ribecco il marinaio.
Nel 1979 il passaggio alla Rai. Prima al Tg3 Puglia dove la cronaca, la politica e la cultura furono i settori che più lo videro impegnato. Seguì assiduamente il Festival della Valle d’Itria di Martina Franca (contribuendo di fatto al successo crescente della kermesse musicale facendola conoscere ed apprezzare a livello nazionale). Rossano seguì inoltre la stagione d’oro del Teatro Petruzzelli, come anche del Teatro Piccinni, durante gli anni ’80, occupandosi di lirica, danza, concerti e rappresentazioni teatrali. Ha inoltre contribuito a raccontare i principali avvenimenti culturali e sociali del territorio, tra i quali: il devastante terremoto in Irpinia del 1980, la visita a Bari di Giovanni Paolo II, la visita di Madre Teresa di Calcutta, e l’incendio del teatro Petruzzelli.
Nel 1987 avviene il trasferimento a Roma e il passaggio al GR1 come inviato speciale della redazione politica con l’incarico di seguire la presidenza del consiglio dei ministri.
Sempre da inviato speciale per la Rai tornò in Puglia nel 1990 dove si dedicò in particolare alla radiofonia e alla conduzione dei giornali radio, diventando così una voce familiare e riconosciuta in tutta la Puglia. Coerente con il suo impegno culturale inaugurò anche una rubrica dedicata alla lettura e ai libri.
Per un quindicennio è stato docente a contratto di “Teoria e tecniche delle comunicazioni i massa” presso la Facoltà di Economia e Commercio dell’Università degli Studi di Bari. Rossano ha contribuito a fondare, diventandone il primo direttore, il Master di giornalismo dell’Ordine dei giornalisti di Puglia (di cui è stato a lungo consigliere) e dell’Università di Bari.

## Opere

### Saggistica
- Regione Acerba, De Donato Editore, 1975
- Salento, sapore di vita, Adriatica Editrice salentina, 1975
- La Gazzetta del Mezzogiorno, da piazza Roma alla sala Times, Edilco, 1980
- L'altro Moro, Sugarco Edizioni, 1985
- Voglia di capire, Ecumenica editrice, 1988
- Scoop! Ovvero come fare il giornalista e vivere ugualmente infelici, Edizioni Dedalo, 1991
- 1943: «Qui radio Bari», Edizioni Dedalo, 1993
- O rubiamo San Nicola o cambiamo protettore, Palomar, 1996
- Miracolo a Martina. I venticinque anni del festival della Valle d'Itria, Uniongrafica Corcelli, 1999
- Piccinni mi ha detto. Biografia a due voci con intermezzi e un fuor d'opera, Edizioni Levante, 2001
- Mi lagnerò tacendo. Rumori e follie del giornalismo varietà, Edizioni Levante, 2003
- Poveri di passaggio. Appunti (e spunti) fra ieri e oggi, edizioni Levante, 2004
- Radio one day. Prove tecniche di sopravvivenza via etere, Edizioni Levante, 2006
- Il Petruzzelli. Storia di una città, Progedit, 2008
- Padre Pio. E tu, che santo sei?, Progedit, 2009
- L'italiano (ieri e oggi). Tra rimembranze, contaminazioni e prove di scrittura, Edizioni Levante, 2010
- Aldo Moro, un ricordo, Cacucci editore, 2010

### Narrativa
- In un tempo senza tempo, Edizioni Levante, 2005
- ...Dormire, forse sognare. Breve viaggio a dorso di mulo fra nebbia, incubi, spot e realtà virtuali, Edizioni Levante, 2007
- Quel che resta di una città, Progedit, 2008
- Memorandum del fantasma dell’opera, Palomar, 1993
- Cascione dove sei? Storia di giornalismo e affini, Palomar, 1998
- Racconti all’ombra, Palomar, 2002

### Narrativa per ragazzi
- I Cippecciotti. Pierotto Baffobuffo, il signor Cip e..., Edizioni Levante, 2000
- Io Flippy, e tu? Storia di un computer nato per giocare, Edizioni Levante, 2004
- Ciao, cucciolo. Istruzioni a sei zampe per l'uso della vita. Errori compresi, Edizioni Levante, 2006

### Testi teatrali
- Viva i santi, viva tutti quanti, La Nuova Italia, 1976
- Discorso in forse (per attore solo), Edizioni Levante, 2003

### Poesia
- Vorrei ridire storie, Edizioni Nel Mese, 1971

## Premi e riconoscimenti
- Premio nazionale di Poesia “il Leggio” (1971)
- Premio giornalistico “Saint Vincent” per un’inchiesta sull’emigrazione dalla Puglia (1974)
- Premio Senigallia Cronista dell’anno per l’edizione straordinaria della Gazzetta del Mezzogiorno, di cui era capocronista, sull’omicidio di Benedetto Petrone (1978)
- Premio Campione d’Italia per il teatro per il libro “Viva i santi, viva tutti quanti” (1979)
- Premio Nuovo Mezzogiorno per la saggistica per il volume L’altro Moro, SugarCo ed., Milano (1985)
- Finalista al premio di narrativa per ragazzi “Il castello volante” di Carovigno per il libro “I Cippeciotti e Pierotto Baffobuffo” (2000)